# كاميلو غولجي
كاميلو غولجي (Camillo Golgi) (كورتينو غولجي بمقاطعة بريشا، 7 يوليو 1843 - بافيا، 21 يناير 1926). طبيب وعالم أمراض إيطالي، حصل على جائزة نوبل في الطب عام 1906 بالاشتراك مع الإسباني سانتياغو رامون إي كاخال لأبحاثهما حول التركيب النسيجي للجهاز العصبي.

## سيرة حياته
وُلد كاميلو غولجي في يوليو عام 1843 في قرية كورتينو، في مقاطعة بريشيا (لومبارديا) بإيطاليا. تُسمى القرية الآن كورتينو غولجي تكريمًا له. والده اليساندرو غولجي، طبيب ومسؤول طبي محلي، من بافيا في الأصل. في عام 1860، التحق بجامعة بافيا لدراسة الطب، وحصل على بكالوريوس الطب في عام 1865. تدرب في مستشفى سان ماتيو (مؤسسة إيرس بوليكلينيكو سان ماتيو). خلال فترة تدريبه، عمل فترة وجيزة طبيبًا مدنيًا في الجيش الإيطالي، وجراحًا مساعدًا في مستشفى نوفارا (مستشفى نوفارا الجامعي الخيري الآن). وفي الوقت نفسه، شارك أيضًا في الفريق الطبي للتحقيق في وباء الكوليرا في القرى المحيطة ببافيا.
في عام 1867، استأنف دراسته الأكاديمية تحت إشراف تشيزري لومبروزو. لومبروزو عالم مشهور في علم النفس الطبي، مثل: العبقرية والجنون والإجرام. مستوحيًا من لومبروزو، كتب غولجي أطروحة حول مسببات الاضطرابات النفسية، حصل بسببها على شهادة دكتور في الطب عام 1868. أصبح أكثر اهتمامًا بالطب التجريبي، والتحق بمعهد علم الأمراض العام الذي كان رئيسه جوليو بيززوزيرو. خلال السنوات الثلاث الأولى في مساره المهني، كان بيززوزيرو مدرسًا بليغًا ومُجربًا، إذ تخصص في علم الأنسجة في الجهاز العصبي وخصائص نخاع العظم. تأثرت منشورات غولجي البحثية الأكثر أهمية ببيززوزيرو سواء بشكل مباشر أم غير مباشر. أصبح الاثنان قريبين جدًا لدرجة أنهما عاشا في نفس المبنى؛ وتزوج غولجي لاحقًا ابنة أخت بيززوزيرو، لينا أليتي. بحلول عام 1872، كان غولجي طبيبًا سريريًا واختصاصيًا في علم الأنسجة. ومع ذلك، لم يحصل على فرصة للعمل أستاذًا دائمًا في بافيا لمتابعة التدريس والبحث العلمي في علم الأعصاب.
دفعه الضغط المالي للانضمام إلى مستشفى الأمراض المزمنة في أبياتيغراسو، بالقرب من ميلانو، كرئيس للخدمات الطبية في عام 1872. لمواصلة البحث العلمي، أنشأ مختبرًا بسيطًا بمفرده في مطبخ مستشفى مُجددة، وهناك بدأ في اكتشافاته البارزة. كان إنجازه الرئيسي هو تطوير تقنية تلطيخ الأنسجة العصبية التي تُسمى رد الفعل الأسود (عُرفت فيما بعد باسم طريقة غولجي). نشر أعماله الرئيسية بين عامي 1875 و1885 في مجلة فرينياتريا التجريبية للطب الشرعي. في عام 1875، انضم إلى كلية علم الأنسجة في جامعة بافيا. في عام 1879، عُين رئيسًا لقسم التشريح في جامعة سيينا. ولكن في العام التالي، عاد إلى جامعة بافيا بصفته أستاذًا متفرغًا في علم الأنسجة. منذ عام 1879 أصبح أيضًا أستاذ علم الأمراض العامة بالإضافة إلى منصب الرئيس الفخري لمستشفى سان ماتيو. شغل منصب رئيس جامعة بافيا مرتين، الأولى بين عامي 1893 و1896، والثانية بين عامي 1901 و1909. خلال الحرب العالمية الأولى (1914-1917)، أدار مستشفى كوليغيو بورميو العسكري في بافيا. تقاعد في عام 1918 واستمر في البحث العلمي في مختبره الخاص حتى عام 1923. وتُوفي في مدينة بافيا بتاريخ 21 يناير عام 1926.

### حياته الشخصية
لم ينجب غولجي وزوجته لينا أليتي أي أطفال، وتبنوا ابنة أخت غولجي، كارولينا.

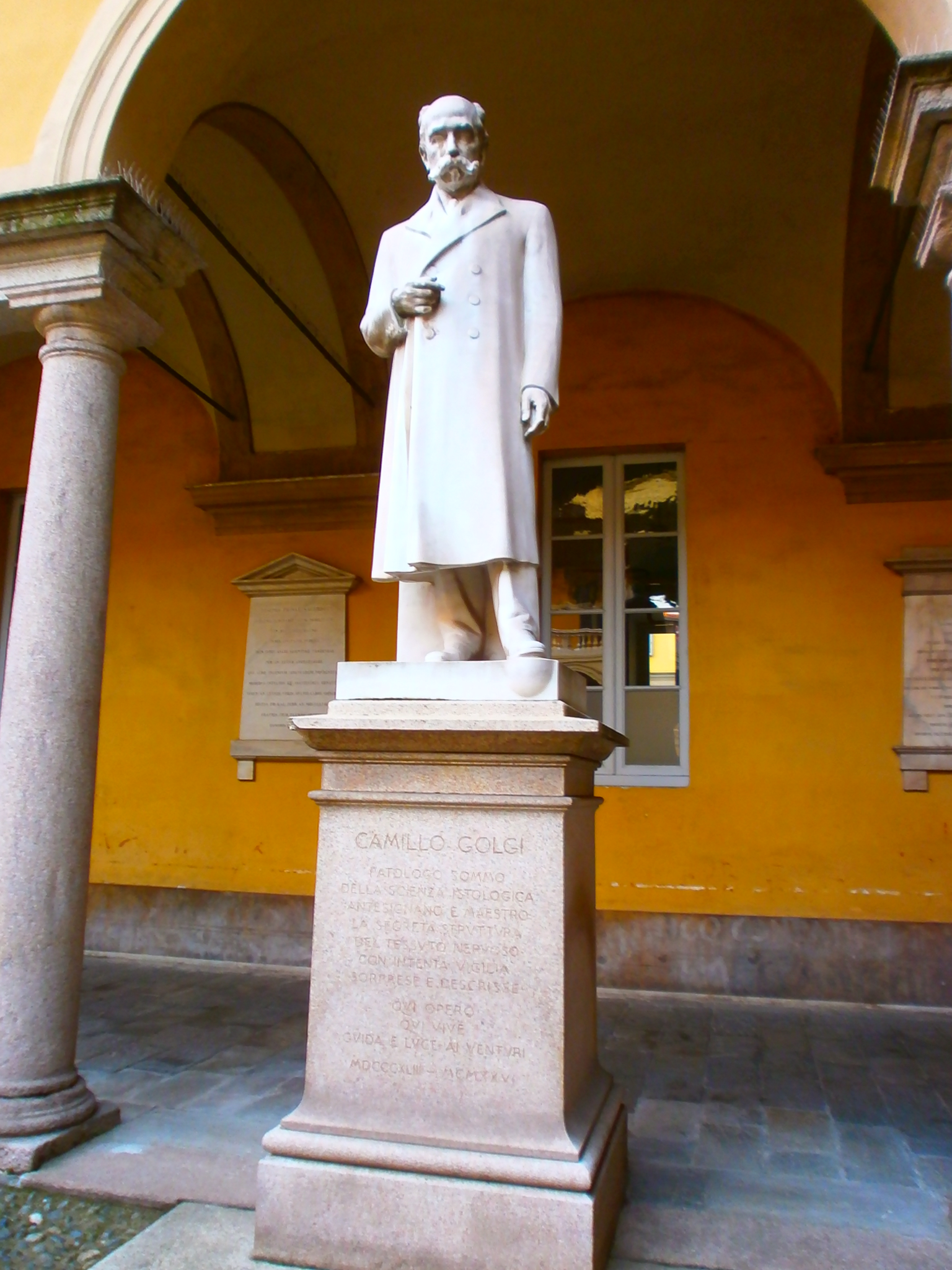
تمثال من الرخام لجولجي في جامعة بافيا

كان غولجي لادينيًا في حياته اللاحقة وأصبح ملحدًا لاأدريًا. حاول أحد طلابه السابقين هدايته على فراش الموت ولكنها كانت محاولة غير ناجحة.

## أبحاثه واكتشافاته
تخرج غولجي سنة 1865، وقضى معظم حياته المهنية في إجراء الأبحاث على الجهاز العصبي المركزي. وقد كانت تقنيات صبغ الأنسجة لفحصها مجهرياً غير ملائمة لدراسة الأنسجة العصبية في ذلك الوقت من القرن التاسع عشر، فاكتشف غولجي طريقة لصبغ الأنسجة العصبية مكنته من رؤية مسارات الخلايا العصبية في المخ للمرة الأولى في التاريخ. وقد أطلق غولجي على اكتشافه هذا اسم «التفاعل الأسود» (بالإيطالية: reazione nera)، وهو الاسم الذي تغير فيما بعد إلى «طريقة غولجي» أو «صبغة غولجي» تكريماً لمكتشفها.
وإلى جانب هذا الاكتشاف، اكتشف غولجي عضواً حسياً يوجد في الأوتار سمي فيما بعد «مستقبِل غولجي»، كما درس دورة حياة البلازموديوم وعلاقتها بدورة حدوث الحمى في مرض الملاريا. كما مكنته طريقته في صبغ الأنسجة من اكتشاف عضية شبكية داخل الخلية سميت فيما بعد جهاز غولجي.

## تكريمه

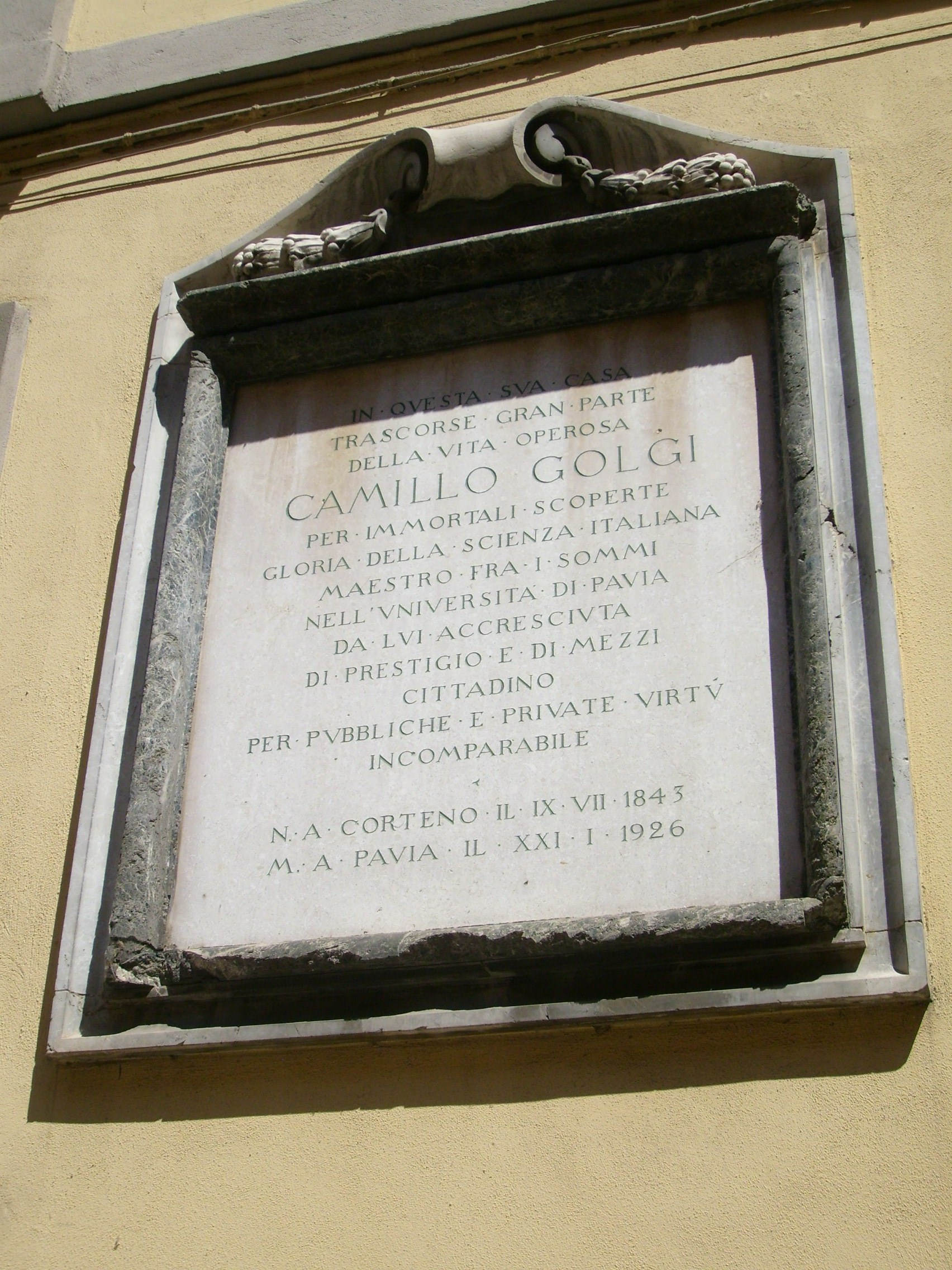
منزل كاميلو غولجي

في سنة 1906، حصل غولجي على جائزة نوبل في الطب مناصفة مع الإسباني سانتياغو رامون إي كاخال لأبحاثهما حول التركيب النسيجي للجهاز العصبي، وكان الملك أومبرتو الأول ملك إيطاليا قد كرمه سنة 1900 بتعيينه سيناتوراً في مجلس الشيوخ، وما زالت مدينة بافيا ـ حيث كان يعمل ـ تضم العديد من النصب التذكارية والمباني التي سميت باسمه تخليداً لذكراه.

## روابط خارجية
- كاميلو غولجي على موقع الموسوعة البريطانية (الإنجليزية)
- كاميلو غولجي على موقع ميوزك برينز (الإنجليزية)
- كاميلو غولجي على موقع إن إن دي بي (الإنجليزية)